# Hape veten
Hape veten (svenska: öppna ditt hjärta) är en låt framförd av den albanska sångerskan Aurela Gaçe. Med låten gjorde Gaçe år 2007 comeback på den albanska musikscenen då hon med den ställde upp i Kënga Magjike 9. I tävlingen tog hon sig vidare från den första semifinalen den 23 november 2007 och gick till finalen som hölls den 25 november. I finalen fick hon 529 poäng och vann, hela 126 poäng före andreplacerade Flori Mumajesi och Soni Malaj. Utöver huvudpriset vann hon även "Çmimi I Interpretimit", priset för bästa framträdande i tävlingen. Låten skrevs av Timo Flloko, musiken komponerades av Flori Mumajesi samt orkestrerades av Darko Dimitrov.